# كوكي (لاعب كرة قدم)
كوكي (بالإسبانية: Sergio Contreras Pardo) هو لاعب كرة قدم إسباني في مركز الهجوم، ولد في 27 أبريل 1983 في مالقة في إسبانيا. لعب مع أريس تسالونيكي وأولمبيك مارسيليا ورايو فايكانو وسبورتينغ لشبونة ونادي باكو ونادي مالقا ونورث إيست يونايتد وهيوستن دينامو ويان ريغنسبورغ.

## وصلات خارجية
- كوكي (لاعب كرة قدم) على موقع الدوري الأمريكي (الإنجليزية)
- كوكي (لاعب كرة قدم) على موقع قاعدة بيانات كرة القدم.إي يو (الإنجليزية)
- كوكي (لاعب كرة قدم) على موقع ليكيب (الفرنسية)
- كوكي (لاعب كرة قدم) على موقع Soccerway.com (الإنجليزية)
- كوكي (لاعب كرة قدم) على موقع عالم كرة القدم.نت (الإنجليزية)